# C/1882 F1 (Wells)
C/1882 F1 (Wells) ist ein Komet, der im Jahr 1882 mit dem bloßen Auge gesehen werden konnte. Er wird weniger aufgrund seiner Helligkeit am Nachthimmel als wegen seiner teleskopischen Sichtbarkeit am Taghimmel von einigen zu den „Großen Kometen“ gezählt.

## Entdeckung und Beobachtung
Der Komet wurde am Morgen des 18. März 1882 von Charles S. Wells am Dudley Observatory in Albany (New York) entdeckt und von ihm als „klein und hell“ beschrieben. Zunächst änderte sich daran nichts und Lewis Boss, der Direktor des Dudley Observatory, notierte noch zwei Tage nach der Entdeckung, dass der Komet aussähe „wie ein großer Komet im Kleinen“. Seine Helligkeit lag zu diesem Zeitpunkt bei etwa 8 mag.
Der Komet wurde im Laufe des Aprils intensiv teleskopisch beobachtet, während sich seine Entfernung von Erde und Sonne verringerte. In der zweiten Maihälfte erreichte der Komet seine nächste Entfernung zur Erde und bewegte sich zunächst noch weiter auf die Sonne zu. Gegen Ende des Monats ermöglichte die zunehmende Helligkeit erstmals eine Beobachtung mit bloßem Auge, der Schweif hatte eine Länge von fast 1° erreicht.
Der Komet bewegte sich ab Anfang Juni in südlicher Richtung über den Himmel und näherte sich rasch der Sonne, wobei seine Helligkeit bis auf etwa 0 mag zunahm, allerdings wurde er nie ein so auffälliges Objekt am Himmel, dass er eine allgemeine Aufmerksamkeit auf sich gezogen hätte. Dies lag daran, dass er für Beobachter auf der Nordhalbkugel immer nur kurz während der Dämmerung sichtbar wurde. Zu dieser Zeit gelang es jedoch mehreren Astronomen, den Kometen am Taghimmel neben der Sonne zu beobachten. In Albany konnte der Komet kurz vor Mittag des 6. Juni unter Schwierigkeiten mit dem Passageninstrument gesehen werden. Auch Edward Walter Maunder konnte ihn am 8. Juni mit einem Teleskop am Royal Greenwich Observatory beobachten, als er eine ähnliche Erscheinung wie der Planet Mars bot, während Johann Friedrich Julius Schmidt ihn in Athen am Nachmittag des 10. Juni sah, als er noch 2,8° vom Sonnenrand entfernt war.
Am Abend des 10. Juni gegen 23:30 Uhr UT ging der Komet für Beobachter auf der Erde in etwa 2,6° Abstand an der Sonne vorbei und durchlief etwa eine Stunde später den sonnennächsten Punkt seiner Bahn. Anschließend bewegte er sich am Himmel östlich und wurde schließlich auch für Beobachter auf der Südhalbkugel sichtbar, wo er ab dem 14. Juni von William Henry Finlay am Royal Observatory am Kap der Guten Hoffnung und ab dem 15. Juni von John Tebbutt in Windsor (New South Wales) in Australien beobachtet wurde. Die Helligkeit war zu dieser Zeit auf 2 mag zurückgegangen und sein Schweif hatte noch eine Länge von etwa 2°.
Im Juli und bis in den August blieb der Komet ein schwieriges Objekt in der Dämmerung knapp über dem Horizont. Schmidt konnte ihn noch Anfang August sehen, die letzte Beobachtung erfolgte durch Finlay am Abend des 16. August.
Der Komet erreichte eine maximale Helligkeit von etwa 0 mag und, während seiner Erscheinung am Taghimmel, von vielleicht −6 mag.

## Wissenschaftliche Auswertung
C/1882 F1 war der erste Komet, bei dem durch spektroskopische Untersuchungen das Vorhandensein von Natrium nachgewiesen werden konnte. Bei allen bis dahin untersuchten Kometen konnten im Spektrum neben reflektiertem oder gestreutem Sonnenlicht nur charakteristische Linien von Kohlenwasserstoffverbindungen nachgewiesen werden. Diese Kometen waren jedoch der Sonne nicht sehr nahegekommen. Der Komet Wells kam der Sonne auf unter 10 Mio. km nahe, was offenbar einen neuen Effekt in seinem ausgesandten Licht bewirkte. In der ersten Aprilhälfte war das Spektrum des Kometen noch „normal“, aber bei weiterer Annäherung an die Sonne verblassten die Kohlenwasserstoffbänder völlig und das Spektrum des Kometenlichts ähnelte dem Kontinuum eines Sterns. Dieses ungewöhnliche Verhalten wurde intensiv beobachtet. Ende Mai wurde dann erstmals die gelbe Natrium-D-Linie im Spektrum festgestellt, die bis Anfang Juni so stark wurde, dass sie alle anderen Emissionen überstrahlte und das Licht des Kometen praktisch monochromatisch wurde. Sir William Huggins gelang es, das ungewöhnliche Spektrum des Kometen in einer 1 ¼-stündigen Photographie zu dokumentieren.
Nachdem kurz nach dem Erscheinen des Kometen bereits von zahlreichen Astronomen parabolische Umlaufbahnen berechnet wurde, konnte im Juni bereits die erste elliptische Bahn bestimmt werden. Ernst von Rebeur-Paschwitz berechnete 1887 hyperbolische und elliptische Bahnen, er hielt die elliptische Lösung für die beste. Er konnte dabei auch zeigen, dass der Komet bei seinem nahen Vorbeigang an der Sonne keinen Widerstand durch ein eventuell dort vorhandenes Medium erlitten hatte, was eine Hypothese von Johann Franz Encke widerlegte.

## Umlaufbahn
Für den Kometen konnte aktuell aus 41 Beobachtungen über 114 Tage eine elliptische Umlaufbahn bestimmt werden, die um rund 74° gegen die Ekliptik geneigt ist. Seine Bahn steht damit steil angestellt zu den Bahnebenen der Planeten. Im sonnennächsten Punkt der Bahn (Perihel), den der Komet am 11. Juni 1882 durchlaufen hat, befand er sich mit etwa 9,09 Mio. km Sonnenabstand nur etwa 12 Sonnenradien über deren Oberfläche. Bereits am 21. Mai hatte er mit etwa 133,2 Mio. km (0,89 AE) Abstand seine größte Annäherung an die Erde erreicht, während am 18. Juni noch einmal eine zweite Annäherung bis auf etwa 141,7 Mio. km (0,95 AE) erfolgte. Am 5. Juli ging der Komet in 40,4 Mio. km Abstand an der Venus vorbei und am 14. August passierte er noch den Mars in einer ebenfalls geringen Distanz von 45,6 Mio. km.
In der Nähe des aufsteigenden Knotens seiner Bahn bewegte sich der Komet um den 11. Juni in geringem Abstand von nur etwa 1,22 Mio. km (0,0081 AE) zur Umlaufbahn der Erde, entsprechend etwas mehr als dem dreifachen mittleren Abstand zum Mond. Die Erde hatte diese Stelle ihrer Bahn aber bereits knapp zwei Monate zuvor um den 15. April passiert.
Bereits in einer Untersuchung aus den 1950er Jahren wurde durch E. H. Bilo und Ingrid van Houten-Groeneveld versucht, aus den elliptischen Bahnelementen von Rebeur-Paschwitz die ursprüngliche Große Halbachse zu bestimmen, indem die Bahnstörungen durch die großen Planeten bis zurück in das Jahr 1872 berücksichtigt wurden. Es ergab sich ein Wert von 7000 ± 1000 AE. Zdenek Sekanina erweiterte 1967 diese Untersuchung auch hinsichtlich der zukünftigen Bahn des Kometen und fand dafür eine Große Halbachse von etwa 1280 ± 35 AE.
Nach den Bahnelementen der JPL Small-Body Database und ohne Berücksichtigung von nicht-gravitativen Kräften auf den Kometen hatte seine Bahn lange vor seiner Passage des inneren Sonnensystems noch eine Exzentrizität von etwa 0,999990 und eine Große Halbachse von etwa 5920 AE, so dass seine Umlaufzeit bei etwa 455.000 Jahren lag. Er war möglicherweise ein „dynamisch neuer“ Komet aus der Oortschen Wolke oder überhaupt erst wenige Male zuvor in die Sonnennähe gelangt. Durch die Anziehungskraft der Planeten, insbesondere bei relativ nahen Vorbeigängen am Jupiter im Juni 1882 in etwa 5 AE, am Saturn im Juni 1882 in etwa 9 AE und am Uranus im November 1888 in etwa 8 ¼ AE Distanz, wurde seine Bahnexzentrizität auf etwa 0,999951 und seine Große Halbachse auf etwa 1240 AE verringert, so dass sich seine Umlaufzeit auf etwa 43.500 Jahre verkürzt. In Anbetracht der relativ unsicheren Bahnparameter sind alle angegebenen Daten nur als ungefähre Werte zu betrachten.